# Steinkjer
Steinkjer é uma comuna da Noruega, com 1 563 km² de área e 20 451 habitantes (censo de 2004). A cidade de Steinkjer foi separada de Stod e ganhou sua câmara municipal em 23 de Outubro de 1858. Os municípios de Beitstad, Egge, Kvam, Ogndal, Sparbu e Stod fundiram-se com Steinkjer em 1º de Janeiro de 1964. Cálculos feitos mostram que o centro geográfico da Noruega fica no município de Steinkjer.

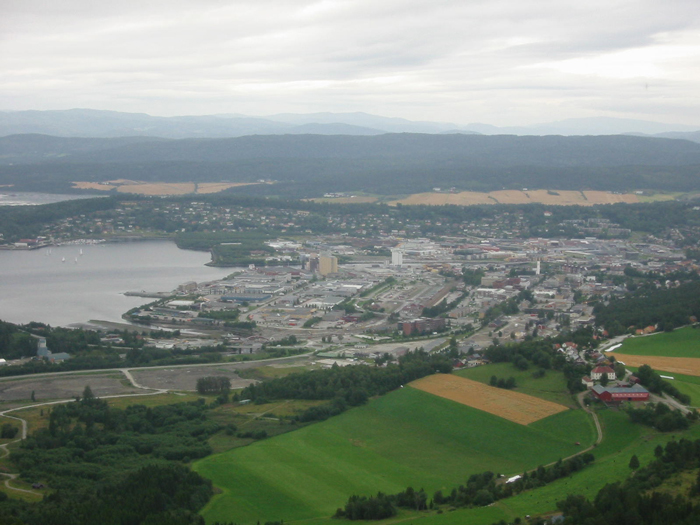
Steinkjer vista do topo de Oftenaasen a 250 metros acima do nível do mar

## História

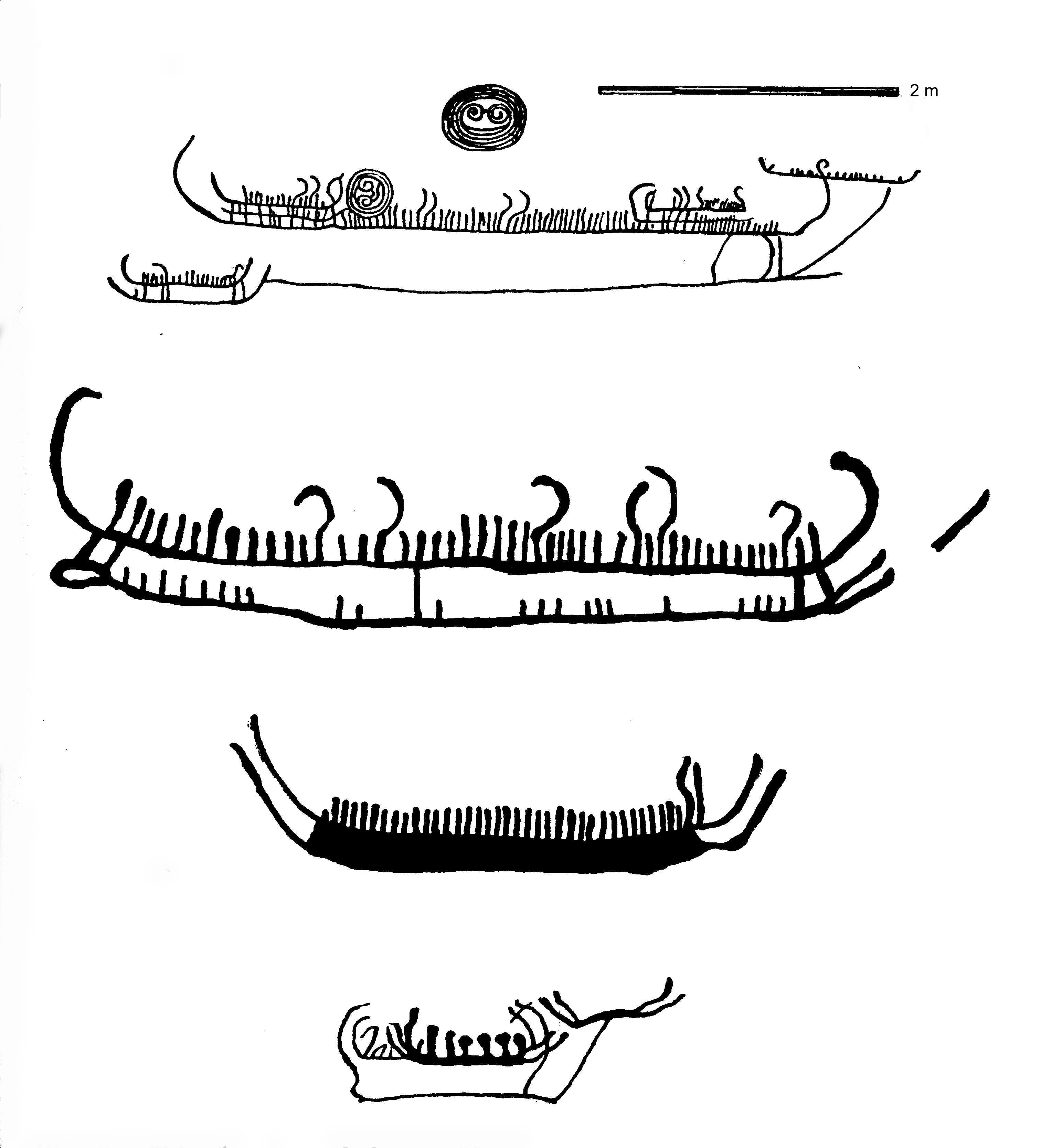
Gravações em pedra da Idade do Bronze, Bardal em Steinkjer

A área onde hoje fica Steinkjer já era povoada desce a idade da pedra. como mostra as pinturas rupestres de Bølareinen. Há também outras pinturas na região, como em Bardal, que possui mais de 6 mil anos.  A área de Steinkjer foi uma das mais fortes bases no começo da Era Viquingue. Mære era um dos lugares sagrados mais bem conhecidos com sacrifícios e comemorações sazonais antes da vinda do Cristianismo para a Noruega.
Steinkjer sobreviveu a dois grandes desastres em tempos recentes. O primeiro foi um incêndio no ano de 1900 que queimou grande parte da cidade, principalmente a parte sul. O segundo grande desastre aconteceu em 21 de abril de 1940, quando a cidade foi atacada por esquadrões da Luftwaffe formadas por bombardeiros Heinkel He 111 durante a Segunda Guerra Mundial.

Este ataque destruiu uma grande parte de Steinkjer, e muitos prédios históricos foram destruídos, sendo esta uma perda irreparável. Uma boa parcela da história de Steinkjer foi arruinada por esse ataque, incluindo a igreja de Mære. 

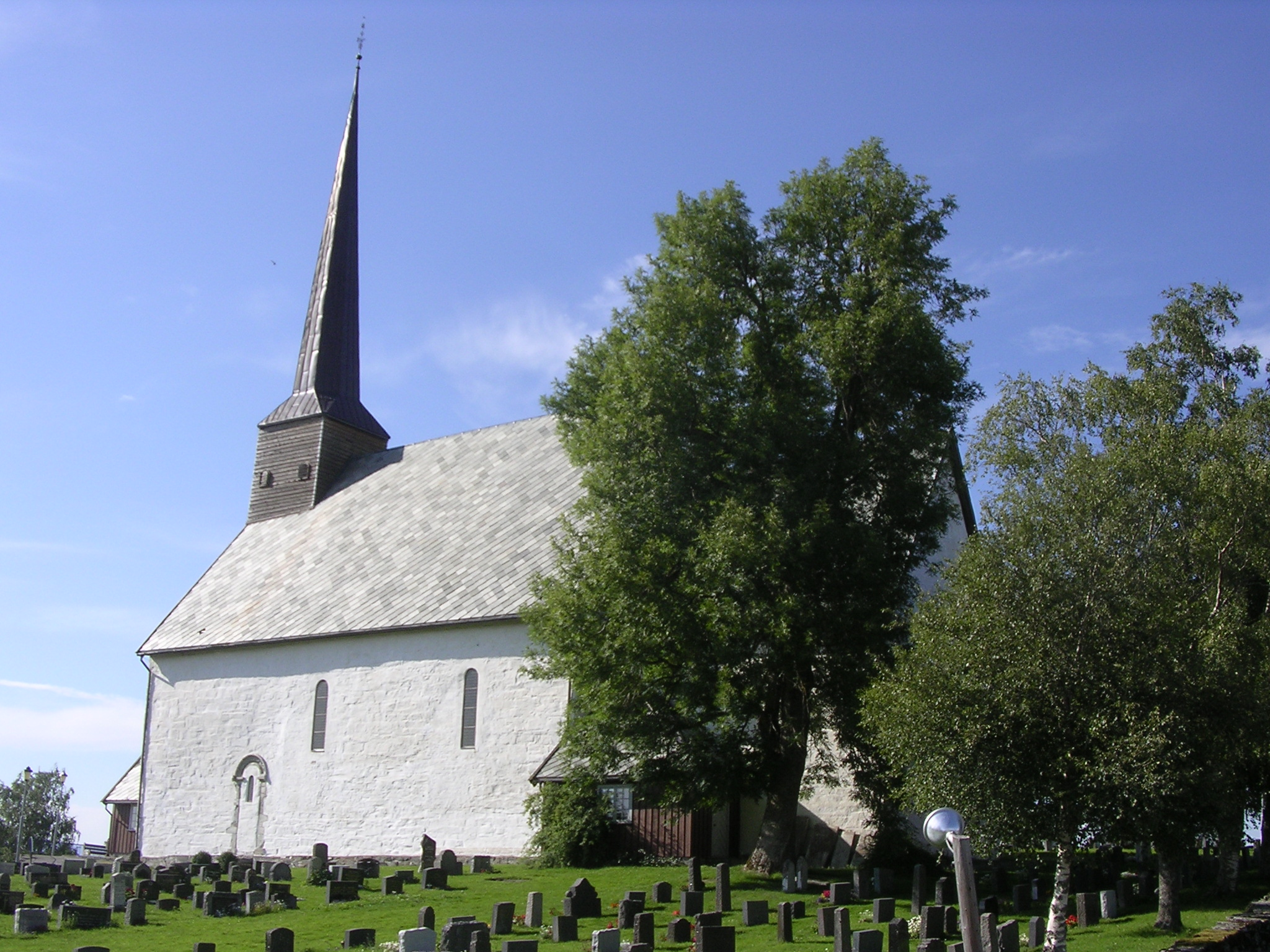
A igreja medieval de Mære

No entanto a cidade foi reconstruída rapidamente após 1945 com a ajuda dos EUA. Muito da arquitetura da Steinkjer moderna tem origem nos anos 1950 e 1960 com inspiração no estilo da arquitetura funcional e não da arquitetura estética, como o estilo art nouveau encontrado em cidades como Trondheim e Ålesund. Alguns prédios históricos de Steinkjer sobreviveram aos bombardeios, como a estação de trem e o colégio municipal. Essas estruturas são baseadas no estilo de arquitetura neo-clássico (art nouveau), conhecido como Jugendstil. Um bom exemplo é a estação de trem (Jernbanestasjonen) e o colégio (edifício de administração do HiNT, O Colégio do Condado de Nord-Trøndelag ou Høgskolen i Nord-Trøndelag).

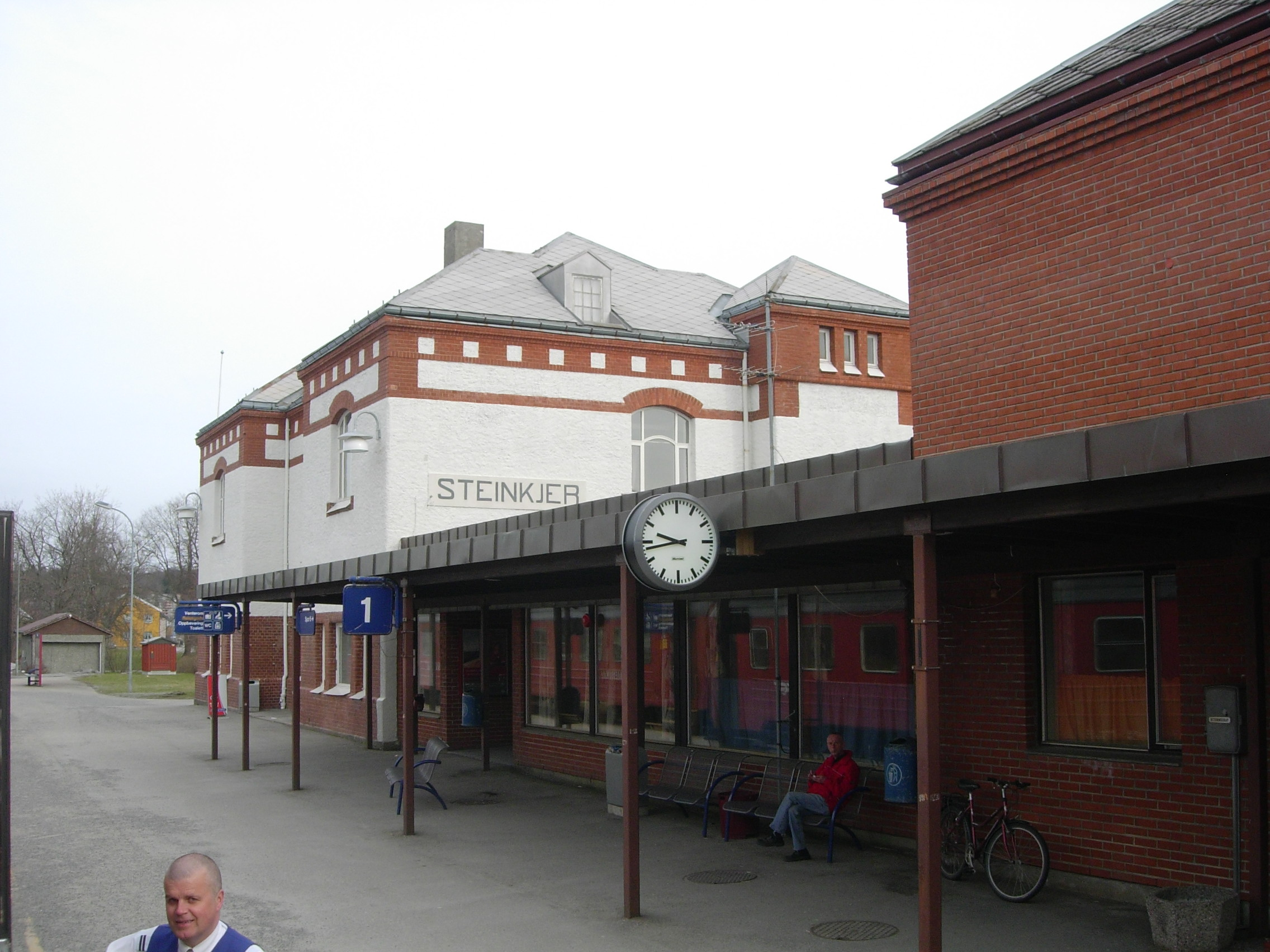
Estação de trem de Steinkjer

## Etimologia
A cidade é nomeada segundo a velha fazenda Steinkjer (Nórdico Antigo: Steinker), já que a cidade surgiu a partir desta fazenda. A primeira parte steinn significa 'pedra, rocha' ; já a segunda, ker, significa 'barreira para pegar peixe'.

## Brasão
O brasão foi feito em 1957. Ele mostra uma estrela de 6 pontas, representando Steinkjer como ponto de encontro de 6 caminhos, estradas.

## Clima
Mais ao norte de Steinkjer, as distâncias entre as cidades aumentam. O clima temperado de Steinkjer marca a fronteira entre condições climáticas mais rigorosas típicas de áreas interioranas do norte. Embora no mês de janeiro a temperatura média seja por volta dos -5 °C, que é mais frio que outras regiões costeiras ao norte, Steinkjer é mais fechada e a parte norte do municipado tem um verão quente e longo o suficiente que permite o cultivo de vegetais e grãos, bem como o trigo. Steinkjer é, portanto, conhecida como a "cidade fronteira" entre uma região mais quente e densamente povoada (a região sul da Noruega) e a outra, ao norte, mais fria e poucamente povoada. Tem sido observado temperaturas acima dos 32 °C em Steinkjer, mas invernos com temperaturas inferiores a -25 °C.

## Residentes Famosos

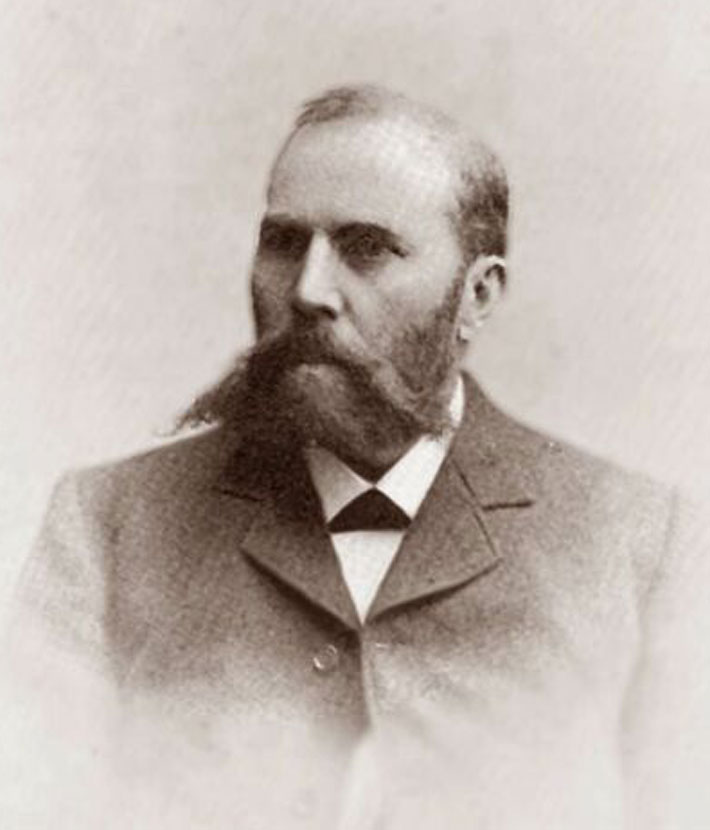
Otto Sverdrup nasceu em Steinkjer

- Asbjørn Følling, primeira descrição da Fenilcetonúria (Doença de Følling)
- Otto Sverdrup, explorador
- Jacob Weidemann, artista
- Kristoffer Uppdal, poeta / escritor
- Frederikke Marie Qvam, feminista
- Anders Bardal, esquiador
- Rune Flaten, artista
- Eldar Hagen, ateísta
- Silje Nergård, musicista